# Frances Yatesová
Frances Amelia Yates (28. listopadu 1899 – 29. září 1981) byla britská historička. Narodila se v Southsea v Hampshire, po mnoho let vyučovala na Warburgově institutu Londýnské univerzity.

## Život a dílo
Její otec, oddaný anglikán, byl námořní inženýr, který jako teenager pracoval v přístavu a dohlížel na stavbu britského válečného loďstva v letech před první světovou válkou. Ačkoliv jedna z jejich starších sester navštěvovala Girton, jako mnoho nezávislých žen v učňovských letech, Frances byla vyučována doma vlastní matkou a nějakou dobu navštěvovala Birkenheadskou střední školu. Byla nejmladší ze čtyřech dětí, vyrostla v rodině střední třídy, jejíž viktoriánské názory ovlivnili její pozdější učitelství.
Psala především o okultismu a neoplatónistické filozofii renesance. Její knihy Giordano Bruno a tradice hermetismu (1964), Umění paměti (1966) a Rosekruciánské osvícení (1971) vzbudily pozornost směrem ke klíčové roli, jakou hrál zázrak v rané vědě a filosofii ještě předtím, než učenci jako např. Keith Thomas zasadili toto téma do proudu historiografie. Uvedením díla Giordano Bruno a hermetická tradice proměnila renesanční historiografii. Ve svém díle objevila Yatesová hermetismus, kterým byla nasáknuta renesance a obnovený zájem o mysticismus, zázrak a gnosticismus pozdního starověku, které přežily středověk. Tváří v tvář dlouhotrvajícím konvenčním interpretacím Yatesová předpokládala, že bývalý dominikán Giordano Bruno se stal v roce 1600 mučedníkem, protože obhajoval hermetickou tradici spíš než kvůli jeho tvrzení o heliocentrismu.
Některé z jejich závěrů byly později napadeny jinými učenci.
Stejně jako u mnoha rodin její doby, smrt jejího jediného bratra v první světové válce, spolu s pustošením druhé světové války podpořily její opovržení útočným nacionalismem a přispěly k jejímu boji za interdisciplinární historiografii. Déle než 40 let byla zaměstnána Warburgovým institutem Londýnské univerzity.
Jako autorka mnoha knih a článků získala Yatesová celou řadu cen a čestných titulů. Byla jmenována služebníkem Řádu britského impéria v roce 1972 a byla pasována na "dame" v roce 1977. Yatesová je považována jednou z velkých znalkyň renesanční Evropy; její kniha Umění paměti (1966) byla řazena mezi jedny z nejvýznamnějších nefikčních knih 20. století.
První biografie této průkopnické ženské učenkyně, nazvaná Frances Yatesová a hermetická tradice (autorka Marjorie G. Jonesová) byla publikována v červnu 2008 vydavatelstvím Ibis Press.
Americký novelista John Crowley se ve velké míře odvolával na Yatesovou kvůli okultním motivům ve svých knihách Malý, Velký (1981) a Egypt (1987-2007).
Zemřela po krátké nemoci v Surbitonu v hrabství Surrey.

## Dílo
- Francouzské akademie 16. století (1947)
- Gobelíny rodu Valois (1959)
- Giordano Bruno a hermetická tradice (1964)
- Umění paměti (1966)
- John Florio: Život Itala v Shakespearovské Anglii (1968)
- Divadlo světa (1969)
- Rosekruciánské osvícení (1972)
- Astraea: Císařské téma v 16. století (1975)
- Shakespearovy poslední hry: Nové pojetí (1975)
- Okultní filozofie v alžbětinské době (1979
- Lull a Bruno (1982) sebrané spisy I
- Renesance a reforma: Italský příspěvek (1983) sebrané spisy II
- Myšlenky a ideály v severoevropské renesanci (1984) sebrané spisy III